# Endomyces scopularum
Endomyces scopularum är en svampart som beskrevs av Helfer 1991. Endomyces scopularum ingår i släktet Endomyces och familjen Endomycetaceae.   Inga underarter finns listade i Catalogue of Life.